# Міжнародна федерація бухгалтерів
Міжнародна федерація бухгалтерів (англ. International Federation of Accountants (IFAC)) була заснована 7 жовтня 1977 року в Мюнхені, Німеччина, на 11-ому Всесвітньому конгресі бухгалтерів.
МФБ була створена з метою зміцнення бухгалтерської професії в усьому світі в інтересах суспільства шляхом:
- Розробки високоякісних міжнародних стандартів в галузі аудиту та надання впевненості, бухгалтерського обліку в державному секторі, етики та освіти для професійних бухгалтерів та підтримки їх впровадження і використання;
- Сприяння взаємодії та співробітництва між його членами;
- Спільної роботи і співпраці з іншими міжнародними організаціями, а також
- Бути міжнародним представником професії бухгалтера.

На першому засіданні МФБ Асамблеї та Ради в жовтні 1977 року з 12 пунктів програми роботи був розроблений для керівництва МФБ комітетів і співробітників протягом перших п'яти років діяльності. Багато елементів цієї програми роботи як і раніше актуальні і сьогодні.
Починаючи з 63 засновників з 51 країн в 1977 році, членство МФБ зросло. В даний час МФБ включає 169 організацій-членів з усього світу і партнерів в 127 країнах та юрисдикціях.
МФБ були створені ряд комісій і комітетів з розробки міжнародних стандартів і рекомендацій, з метою зосередження уваги на конкретних секторах професії:
| Рада / Комітет | Дата створення |
| --- | -------------- |
| Рада з міжнародних стандартів аудиту та підтвердження достовірності звітності (IAASB) (колишній Міжнародний комітет з аудиторської практики)     | Жовтень 1977   |
| Рада з міжнародних освітніх стандартів в галузі бухгалтерського обліку (IAESB) (колишній Комітет з освіти)                                       | Жовтень 1977   |
| Рада з міжнародних стандартів етики для бухгалтерів (IESBA) (колишній Комітет з етики)                                                           | Жовтень 1977   |
| Комітет професійних бухгалтерів у бізнесі (колишній комітет з фінансового і управлінського обліку заснований як комітет з управлінського обліку) | Жовтень 1977   |
| Рада з міжнародних стандартів обліку і звітності у державному секторі (раніше Комітет з державного сектору)                                      | Травень 1986   |
| Комітет транснаціональних аудиторів | Травень 2000   |
| Консультативний комітет по питанням відповідності                                                                                                | Листопад 2003  |
| Комітет з розвитку професійних бухгалтерських організацій (колишній Комітет по націям, що розвиваються)                                          | Листопад 2005  |
| Комітет з практики малого і середнього бізнесу                                                                                                   | Листопад 2005  |